# Élections régionales de 1968 en Vallée d'Aoste
Les élections pour la Ve législature du Conseil de la Vallée d'Aoste se sont déroulées le 21 avril 1968.

## Résultats électoraux
| partis                                                 | voix   | voix (%) | sièges |
| ------------------------------------------------------ | ------ | -------- | ------ |
| Démocratie chrétienne (DC)                             | 25 467 | 37,78 %  | 13     |
| Parti communiste italien (PCI)                         | 13.742 | 20,39 %  | 7      |
| Union valdôtaine (UV)                                  | 11 237 | 16,67 %  | 6      |
| PSI-PSDI (PSU)                                         | 6 954  | 10,32 %  | 4      |
| Parti libéral italien (PLI)                            | 3 765  | 5,59 %   | 2      |
| Rassemblement valdôtain (RV)                           | 3 627  | 5,38 %   | 2      |
| Parti socialiste italien d'unité prolétarienne (PSIUP) | 1 560  | 2,31 %   | 1      |
| Mouvement social italien (MSI)                         | 533    | 0,79 %   | 0      |
| Parti républicain italien (PRI)                        | 525    | 0,78 %   | 0      |
| Total                                                  | 67 410 | 100,00%  | 35     |

Sources : Ministero dell'Interno, ISTAT, Istituto Cattaneo, Conseil régional de la Vallée d'Aosta

## Sources
- (it) Cet article est partiellement ou en totalité issu de l’article de Wikipédia en italien intitulé « Elezioni regionali in Valle d'Aosta del 1968 » (voir la liste des auteurs).